# Karl Lange
Karl Lange (Amburgo, 28 ottobre 1915) è stato prigioniero nei campi di concentramento tedeschi durante la Seconda guerra mondiale a causa della propria omosessualità, considerata un crimine dal Partito Nazionalsocialista Tedesco dei Lavoratori.

## Biografia
Figlio di padre statunitense e madre tedesca, nel 1935, all'età di vent'anni, un informatore della polizia lo accusò di avere rapporti segreti con un ragazzo quindicenne. Lange venne arrestato in base al paragrafo 175 del codice penale tedesco, che considerava l'omosessualità un "atto innaturale". Dopo quindici mesi di carcere venne rilasciato, per essere poi reincarcerato nel 1937, dapprima presso la prigione di Fuhlsbüttel, ad Amburgo, e successivamente a Waldheim, in Sassonia, dove Lange ebbe un crollo nervoso e venne ricoverato presso l'ospedale della prigione. La rapida avanzata delle forze alleate in Sassonia gli restituì la libertà nel 1944. Dopo la guerra Lange venne assunto da una banca di Amburgo, dalla quale venne però licenziato dopo diciotto mesi, quando si scoprì il suo passato di internato in base al paragrafo 175 che rimase in vigore nella Germania Ovest, con diversi successive modifiche, fino al 1994, dopo la riunificazione.